# Conflict of Interest
Conflict of Interest — другий альбом австрійського симфо-метал-гурту Darkwell.
Після успіху дебютного альбому Suspiria Darkwell записав MCD Conflict of Interest, на якому знову поєдналися характеристики темного звуку з ангельським жіночним голосом Александри Піттрачер.
Альбом містить експресивну версію сумної пісні Таніти Тікарам «Twist in My Sobriety» і розійшовся сильніше, ніж очікувалося. У зв'язку з цим був проведений тур з Ashes You Leavy в Нідерландах, а також виступи на таких фестивалях, як Eurorock, Skeleton Bash і 666-Festival.
Альбом записаний на Mirror Studios (Інсбрук) у березні/квітні 2002 року. Вийшов 5 листопада 2002 року у форматі CD на Napalm Records, згодом декілька разів перевидавався.

## Трек-лист
Усі тексти написані Darkwell, за винятком «Twist in My Sobriety» (Таніта Тікарам).
| #     | Назва                                         | Тривалість |
| ----- | --------------------------------------------- | ---------- |
| 1.    | «Conflict of Interest»                        | 04:37      |
| 2.    | «Thy Curse»                                   | 04:29      |
| 3.    | «Elisabetha»                                  | 07:05      |
| 4.    | «The Crucible»                                | 03:54      |
| 5.    | «Twist in My Sobriety (Tanita Tikaram cover)» | 04:27      |
| 6.    | «TSC II The Salvation (live)»                 | 03:32      |
| 7.    | «Realm of Darkness (live)»                    | 04:17      |
| 32:21 |                                               |            |

Мультимедійний розділ містить відео з живими виступами в Зальцбурзі у форматі mpeg:
| #  | Назва                                     | Тривалість |
| -- | ----------------------------------------- | ---------- |
| 1. | «TSC II The Salvation (Live In Salzburg)» | 3:56       |
| 2. | «Realm Of Darkness (Live In Salzburg)»    | 4:38       |

## Учасники

### Основні учасники
- Александра Піттрачер — вокал (лідер)
- Рафаель Лепушиц — клавішні
- Маттіас Нуссбаум — гітари
- Роланд Вурцер — бас, програмування, додатковий вокал
- Моріц Нойнер — ударні

### Інший персонал
- Рафаель Лепушиц — дизайн
- Роланд Вурцер — продюсер, інжиніринг, зведення, мастеринг, ілюстрування, дизайн, написання текстів
- Штефан Граф — продюсер, інжиніринг, зведення, мастеринг
- Керстін Шиматович — фотографія
- Роландо Матос — дизайн обкладинки[5]

## Прийняття
Користувачі сайту AllMusic дали альбомові 3 з половиною зірки з 5.
На Encyclopaedia Metallum альбом здобув дві рецензії з середнім рейтингом 88 %.
Рецензенти відзначили звучання альбому як аналогічне «Суспірії». Кавер на «Twist in my Sobriety» «відкривається таким жорстоким поєднанням гітари та органу, що викрадає пісню з її інді-рокового походження та вписує її в книгу великих металевих гімнів».
На думку інших, «Конфлікт інтересів» знаменує собою зміну стилю, до якого група буде прагнути до кінця своєї кар'єри. «Вокал Александри кришталево чистий… Хоча вона загалом використовує той самий високий стиль мови, який використовувала на „Суспірії“, тут вона звучить набагато краще».